# Projekt FUBELT
Projekt FUBELT (také Projekt Track II) bylo kódové označení tajné operace CIA s cílem zabránit zvolení Salvadora Allendeho prezidentem Chile a vyvolání vojenského převratu, pokud by byl Allende zvolen. Operace následovala po neúspěchu operace Track I, ve které se CIA snažila přesvědčit bývalého antikomunistického prezidenta Chile Eduarda Freie Montalvu, aby zasáhl do prezidentských voleb roku 1970. Dokumenty o operaci byly odtajněny až v roce 1998. CIA proti Allendemu spustila masivní propagandistickou kampaň a vytvářela dezinformace. Současně poskytla dva miliony dolarů oponentské Křesťanskodemokratické straně. Operace byla ovšem neúspěšná a Salvador Allende byl demokraticky zvolen. CIA poté v roce 1973 podpořila státní převrat vojenské junty vedené Augustem Pinochetem.

## Historie
USA a CIA se zaměřily na Salvadora Allendeho již v době růstu jeho popularity. Po kubánské revoluci a neúspěchu invaze v zátoce Sviní se USA obávaly dalšího úspěchu komunismu v Latinské Americe, a to zejména proto, že se Allende hlásil k marxismu. Nicméně nebyl členem komunistické strany, nýbrž socialistické strany a hlásil se k demokratickému socialismu. CIA se přesto rozhodla zasáhnout do voleb roku 1970. Nicméně neuspěla.
Po vítězství Allendeho americký prezident Richard Nixon schválil operaci, jejímž cílem měla být destabilizace Allendeho vlády a vyvolání vojenského převratu. Na operaci uvolnil deset milionů dolarů. CIA poté přepravila plán psychologické, propagandistické a podvratné operace, která by vedla k občanským nepokojům, při kterých by musela zasáhnout armáda a provést svržení prezidenta.
Nicméně plánům CIA stál v cestě velitel chilské armády generál René Schneider, který respektoval zvolení Allendeho. CIA proto vymyslela plán na odstranění Schneidera. Najala tři chilské armádní důstojníky, aby Schneidera unesli do Argentiny. Celý únos měl být následně sveden na Allendeho. Na místo šéfa armády měl být dosazen důstojník loajální USA a ten následně provést převrat anulováním výsledku voleb. Nicméně únosci během únosu Schneidera neplánovaně postřelili a ten na svá zranění o tři dny později zemřel ve vojenské nemocnici. Odhalení spiknutí otřáslo společností a vedlo k utužení podpory pro Allendeho. Dva ze tří najatých důstojníků byli zatčeni. Americké ministerstvo zahraničí následně doporučilo Allendeho zvolení respektovat a začít delší operaci proti jeho znovuzvolení ve volbách 1976. Poradce prezidenta Henry Kissinger ovšem prosazoval silnější reakci, přičemž varoval, že by Allende mezitím utužil vztahy s Kubou a jinými státy. Prezident následně schválil pokračování psychologické operace s cílem poškodit Allendeho a další financování opozičních skupin. To nakonec v roce 1973 přispělo úspěchu vojenskému převratu Augusta Pinocheta.